# Italiaans-Duitse Herinneringsmedaille aan Afrika
De Italiaans-Duitse Herinneringsmedaille aan Afrika (Italiaans: Medaglia commemorativa della campagna italo-tedesca in Africa settentrionale of Duits: Medaille für den italienisch-deutschen Feldzug in Afrika) was een militaire onderscheiding van het Koninkrijk Italië. Die werd tijdens de Noord-Afrikaanse Veldtocht door Benito Mussolini in twee uitvoeringen ingesteld.

## Geschiedenis
Op 8 januari 1943 werd de verklaring ondertekend door de commandant van het VIIe Legerkorps op Corsica Generale Giovanni Magli (Comando Superiore delle Forze Armate della Libia).
De stempelsnijder van de medaille was Roberto De Marchis, zijn naam stond onder de krokodil op het origineel.

## Toekenning
De medaille werd aan Italiaanse en Duitse soldaten van het Afrikakorps toegekend.

## Uiterlijk
De medaille was verzilverd of in brons uitgevoerd. Ze heeft een diameter van 31 mm, en toont op de voorzijde in het midden een reliëf van de triomfboog Arco dei Fileni van Brega. In 1973 werd de triomfboog door Moammar al-Qadhafi vernietigd. Rechts daarvan een hakenkruis en links van de triomfboog de fasces. Onder de boog is een Savoye heraldiek knoop afgebeeld. De knoop is ook terug te vinden in het symbool van de 4º Stormo van de Regia Aeronautica, en zat tot 1943 in het logo van het automerk Alfa Romeo. Op de medaille symboliseert het echter de samenhang van de as Berlijn-Rome.
De symboliek is omgeven door het opschrift: ITALIENISCH DEUTSCHER FELDZUG IN AFRIKA (rechts) en CAMPAGNA ITALO-TEDESCA IN AFRIKA (links), met precies dezelfde bewoording in het Italiaans. Elk gescheiden door laurierblad (boven) en eikenloof (onder). De keerzijde toont een paar soldaten in oude Latijnse klederdracht met een borstplaat, scheenbeschermers en schouderbeschermers, dit doet denken aan de wapenrusting van een Romeinse legionair. De linker persoon is een Duitse Wehrmacht-soldaat, de persoon rechts is een lid van de Italiaanse strijdkrachten. Samen vechten ze, staande op de poten van een woedende krokodil, die het British Army symboliseerde. De gesloten bek staat voor het Suezkanaal, dat gesloten was voor de asmogendheden. De opdracht voor de productie van de insignes werd voornamelijk aan de Milaanse firma F.M. Lorioli en zonen gegund.

## Draagwijze
De medaille was bevestigd aan een 24 mm brede band linksboven op de borst van de gedecoreerde, waarvan de kleuren de Duitse nationale kleuren zwart-wit-rood en de Italiaanse groen-wit-rood (in omgekeerde volgorde) vertegenwoordigen. De rode verticale middenstrepen worden door beide vlaggen gebruikt als het einde of het begin. Hoewel het lint uniform was (groen-wit-rood-wit-zwart), droegen Italiaanse leden van de strijdkrachten het in de kleurvolgorde die met groen begon, terwijl Duitsers het met zwart droegen. De hiervoor toegekende gesp was van dezelfde kleur.
Op 8 april 1944 werd pas een officieel decreet uitgevaardigd dat het dragen van Italiaanse onderscheidingen verbood. Williamson vermeldt: 20 maart 1944 als datum., Angolia vermeldt: 29 maart 1944.

## Na de Tweede Wereldoorlog
Dit insigne is van een hakenkruis voorzien. Als gevolg daarvan is het verzamelen, tentoonstellen en verhandelen ervan in Duitsland aan strenge wettelijke regels onderworpen.
De geallieerde mogendheden hebben na de bezetting van Duitsland het dragen van alle Duitse orden en onderscheidingen, dus ook die uit het Duitse Keizerrijk van vóór 1918, verboden. Dat verbod is in de DDR altijd van kracht gebleven. Op 26 juli 1957 vaardigde de Bondsrepubliek Duitsland een wet uit waarin het dragen van onderscheidingen met daarop hakenkruizen of de runen van de SS werd verboden. Het dragen van dit insigne werd net als het dragen van de Orde van Verdienste van de Duitse Adelaar en het Ereteken voor de 9e November 1923, de zogenaamde "Bloedorde", streng verboden. Ook het verzamelen, tentoonstellen en afbeelden van de onderscheiding werd aan strenge regels gebonden. Een aantal onderscheidingen werd ontdaan van de hakenkruizen en soms van hakenkruis en adelaar. In deze gedenazificeerde uitvoering mochten de onderscheidingen worden gedragen.